# Suguta Valley
Suguta Valley är en dal i Kenya.   Den ligger i länet Turkana, i den centrala delen av landet, 400 km norr om huvudstaden Nairobi.